# Catocala rosa
Catocala rosa är en fjärilsart som beskrevs av William Beutenmüller 1918. Catocala rosa ingår i släktet Catocala och familjen nattflyn. Inga underarter finns listade i Catalogue of Life.